# سكوليمس كبير الأزهار
السكوليمس كبير الأزهار (باللاتينية: Scolymus grandiflorus) نوع نباتي ينتمي إلى جنس السكوليمس من الفصيلة النجمية.

## البيئة والانتشار
موطنه المغرب العربي وبلاد الشام وإيطاليا وفرنسا وتركيا.

## مرادفات للاسم العلمي
- (باللاتينية: Scolymus hispanicus subsp. grandiflorus (Desf.) P. Fourn.)